# Dmitrij Krasotkin
Dmitrij Iwanowicz Krasotkin, ros. Дмитрий Иванович Красоткин (ur. 28 sierpnia 1971 w Rybińsku) – rosyjski hokeista, reprezentant Rosji. Trener hokejowy.
Jego syn Anton (ur. 1997) został bramkarzem hokejowym, także zawodnikiem Łoko i Łokomotiwu Jarosław.

## Kariera klubowa
- Torpedo Jarosław (1995-2000), Łokomotiw Jarosław (2000–2007)
- Siewierstal Czerepowiec (2007–2008)
- Dynama Mińsk (2008–2009)
- Krylja Sowietow Moskwa (2009–2010)

Wychowanek Torpedo Jarosław. Wieloletni zawodnik tego klubu, przemianowanego w 2000 na Łokomotiw Jarosław w rozgrywkach Superligi. Następnie rozegrał jeden sezon w lidze KHL oraz ostatni w karierze w lidze Wysszaja Chokkiejnaja Liga (WHL). Karierę zakończył w 2010.
W barwach Rosji uczestniczył w turniejach mistrzostw świata edycji 1995, 1997, 2001.

## Kariera trenerska
- Łoko Jarosław (2010–2011), asystent trenera
- Łokomotiw Jarosław (2011–2012), asystent trenera
- Łokomotiw Jarosław 2 (2012−2013), asystent trenera
- Łoko Jarosław (2013–2014), asystent trenera
- Łoko Jarosław (2013-2019), główny trener
- Łokomotiw Jarosław (2019-), trener w sztabie

Po zakończeniu kariery został trenerem. W 2010 trenował juniorski zespół Łokomotiwu pod nazwą Łoko, występujący w rozgrywkach Młodzieżowej Hokejowej Ligi. Po 7 września 2011, gdy w katastrofie lotu Yak Service 9633 zginęła cała drużyna i sztab Łokomotiwu, był trenerem nowo stworzonego zespołu klubu w lidze WHL. Od 2013 pracował jako jeden z trenerów Łoko Jarosław. Od września jest asystentem trenera Łoko. Od 2014 do 2019 był głównym trenerem Łoko. W 2019 wszedł do sztabu trenerskiego Łokomotiwu Jarosław. Pozostał w nim po mianowaniu w 2020 głównym trenerem Andreja Skabiełki.

## Sukcesy
Klubowe
- Złoty medal mistrzostw Rosji: 1997 z Torpedo Jarosław, 2002, 2003 z Łokomotiwem Jarosław
- Brązowy medal mistrzostw Rosji: 1998, 1999 z Torpedo Jarosław, 2005 z Łokomotiwem Jarosław
- Drugie miejsce w Pucharze Kontynentalnym: 2003 z Łokomotiwem Jarosław

Indywidualne
- Sezon superligi 1996/1997: Złoty Kask (przyznawany sześciu zawodnikom wybranym do składu gwiazd sezonu)
- Sezon superligi 1997/1998: Złoty Kask (przyznawany sześciu zawodnikom wybranym do składu gwiazd sezonu)
- Superliga rosyjska w hokeju na lodzie (2000/2001): Złoty Kask (przyznawany sześciu zawodnikom wybranym do składu gwiazd sezonu)
- Superliga rosyjska w hokeju na lodzie (2005/2006): Nagroda Dżentelmen na Lodzie dla obrońcy

Trenerskie
- Złoty medal Młodzieżowej Hokejowej Ligi /  Puchar Charłamowa: 2016[7]

Wyróżnienia
- MHL (2018/2019): najlepszy trener sezonu[8]